# Henri Rousseau
Henri Rousseau (født 21. maj 1844 i Laval, død 2. september 1910) var en fransk maler. 
Rousseau var med som regimentsmusiker i den mexicanske krig, sergent i den tysk-franske krig 1870—71, derefter ansat i Paris under toldvæsenet. Han begyndte først sent at male, opgav toldvæsenet og åbnede en lille — alt andet end indbringende — forretning med skriverekvisitter og malerier af ham selv. 
Rousseau malede, uden uddannelse, naivt og barnligt, men med stærk oprindelighed blandt andet urskovslandskaber af ret eventyrlig art, dyrebilleder (arabiske heste, hunde etc.) m. v., arbejder, der mødtes med latter af publikum på de Uafhængiges Salon i Paris, til hvis støtter Rousseau hørte.
Han vandt dog en stedse voksende beundrerskare blandt malere og kunstvenner af ekspressionistisk retning på grund af hans kunsts primitive og friske syn. Senere nåede hans billeder hædersplads på Salon d'automne, således det vældige urskovslandskab. Offentlige og private samlinger, også uden for Frankrig (Christian Tetzen-Lund i København), købte billeder af ham. 
Blandt Rousseaus mest kendte værker er Den sovende sigøjner.

## Galleri
- Henri Rousseau, selvportræt, Nationalmuset i Prag.
- Henri Rousseau, The Football Players, 1908, Solomon R. Guggenheim Museum.